# Brücke An der Wuhlheide
Die Brücke An der Wuhlheide/Rummelsburger Straße war eine namenlose Straßenbrücke in Berlin-Oberschöneweide, die die Rummelsburger Straße und die Straße An der Wuhlheide verband. Sie überquerte kreuzungsfrei die wichtige Nord-Süd-Achse der Treskowallee/Edisonstraße, die Karlshorst mit Oberschöneweide verbindet und auf der mehrere Straßenbahnlinien (M17, 21, 27, 37) verkehren. In der letzten Maiwoche 2025 wurde sie wegen Einsturzgefahr abgerissen.

## Geschichte
Die Straßenbrücke ist ähnlich der alten Salvador-Allende-Brücke von 1981 in Berlin-Köpenick errichtet worden. Sie wurde ab 1983 geplant, ab 1988 errichtet und am 28. Dezember 1989 eröffnet. Ziel war es, den Kreuzungsverkehr der Straßenzüge Treskowallee / Edisonstraße (Nord-Süd) und Rummelsburger Straße / An der Wuhlheide (West-Ost) zu erleichtern. Dies erfolgte nach der Verbreiterung der Straße An der Wuhlheide auf drei Fahrstreifen entsprechend dem Generalbebauungs- und Generalverkehrsplan von 1969, der eine Stärkung der Magistralen vorsah. Die vorherige Ampelregelung hatte zu Staus am damaligen „Duncker-Knoten“ geführt (nach der damals Hermann-Duncker-Straße genannten Treskowallee).
Hergestellt wurde eine Stahlbetonkonstruktion in Trogform, die beidseitig über je einen Fahrstreifen verfügt und nur für Kraftfahrzeuge zugelassen ist. Die Brücke hat eine Länge von 243 Meter, ist 9 Meter breit mit einer 6,50 Meter breiten Fahrbahn. Die größte Stützweite im Mittelfeld beträgt 35 Meter. Die verwendeten Koppelfugen wurden später für Neukonstruktionen verboten.
Ähnlich der Salvador-Allende-Brücke wurde an dem neunfeldrigen Spannbetonbauwerk frühzeitig eine Schädigung durch Alkali-Kieselsäure-Reaktion (Betonkrebs) festgestellt. 2010 wurde die Brücke daher als gefährdet eingestuft (zum gleichen Zeitpunkt wurde die Salvador-Allende-Brücke als abrissreif klassifiziert).
2016 wurden erste Sanierungsmaßnahmen durchgeführt. Bei der Bauwerksprüfung wurden Schäden an zwei Lagersockeln entdeckt. Aufgrund der festgestellten Betonfestigkeit musste die Brücke ab Dezember 2016 für Fahrzeuge mit über 3,5 Tonnen Gewicht gesperrt werden. Mit der Zustandsnote 3,0 von 2016 wurde 2018 eine Instandsetzung der Lagersockel für 2019 vorgesehen.
Aufgrund des schlechten Zustandes wurde der turnusmäßige Prüfzyklus verkürzt und seit 2019 eine jährliche Sonderprüfung vorgenommen. Bei einer Prüfung 2022 wurde die Brücke mit der Zustandsnote 2,8 bewertet und Instandhaltungsmaßnahmen für 2026 vorgesehen, wie im November 2024 bekannt wurde,
oder fallweise die Brücke ab 2026 abzureißen. Im November 2023 wurde die Brücke ebenfalls mit 2,8 bewertet, im November 2024 wurde sie mit 3,4 bewertet, und eine besondere Beobachtung der Rissentwicklung beauftragt.
Nach dem Einsturz des Brückenzuges C der Dresdener Carolabrücke im Oktober 2024 wurden Bauwerke einer Neubewertung unterzogen, die mit dem gleichen Hennigsdorfer Spannstahl errichtet wurden. Bei der Brücke An der Wuhlheide trat hinzu, dass alle Koppelfugen gerissen waren, womit Feuchtigkeit eindringen und die Spannstähle angreifen konnte. Außen erkennbare längsführende Risse wiesen aus, dass bereits mehrere Spannstähle gerissen waren. Entsprechend wurde nach der Prüfung im November 2024 eine Verkehrsstudie beauftragt, ob ein Ersatzneubau notwendig wird, oder eine neue Verkehrsführung nach Abriss ausreicht.
Ende April 2025 wurde ein deutlicher Rissfortschritt entdeckt und die Überfahrt der Brücke voll gesperrt. Daraufhin wurde sofort eine große Brückensonderprüfung ausgelöst. Mit Auswertung der Ergebnisse der Sonderprüfung wurde am 19. Mai 2025 auch die Unterfahrt der Brücke voll gesperrt, da ein spontanes Versagen nicht mehr ausgeschlossen werden konnte. Innerhalb der Vorwoche hatten sich Risse so verbunden, dass die Brücke in Richtung Süden (nach Oberschöneweide) umkippen könnte. Im Folgenden wurde eine Notabstützkonstruktion unter dem mittleren Feld errichtet, um ein Kippen der Brücke im Versagensfall zu verhindern und den Rückbau vorzubereiten.
Da auch der Blockdammweg in Karlshorst planmäßig im Mai/Juni 2025 durch eine Baustelle blockiert ist, gab es direkt nach Sperrung keine naheliegenden Umfahrungen auf der Nord-Süd-Achse. Der hohe Druck, die Verkehrsachse wieder zu öffnen, führte zu einer Verpflichtung eines Abrissunternehmens, die diese Richtung binnen einer Woche freiräumen können, weniger als zwei Wochen nach Sperrung. Vordringlich wurden die Straßenbahnlinien und Fußwege bis Ende Mai wiederhergestellt. Die Gesamtfertigstellung aller Verkehrsflächen ist bis Ende Juni vorgesehen. Etwa fünf Prozent des ehemaligen Bauwerks bleiben stehen. Weil ihre Standfestigkeit nicht betroffen ist, wurde für sie keine Notmaßnahme mit einem vereinfachten, beschleunigten Vergabeverfahren erforderlich.
Zeitgleich mit dem Abriss wurde die Planung der zukünftigen Verkehrsführung beauftragt. Mit einer Vorlage der Varianten wird in 3 Monaten gerechnet. Die werktägliche Verkehrsstärke 2023 (genannt „DTVw 2023“) wird mit 20.000 Fahrzeugen unter der Brücke, 17.000 Fahrzeugen auf der Brücke, und 4000 Fahrzeugen parallel dazu angegeben. Nach einem Abriss wird nicht mit einem Ersatzneubau gerechnet. Ob sich nach Fertigstellung der Tangentialen Verbindung Ost (TVO) der Verkehr erhöht und erneut eine Brückenkonstruktion notwendig macht, ist umstritten.
Die verbliebenen Widerlager und Rampenbauwerke des ehemaligen Brückenbauwerkes werden erst entfernt, wenn die Ergebnisse zur weiteren Planung der zukünftigen Verkehrsanlage und Kreuzungsbereiche vorliegen (voraussichtlich im Herbst 2025).